# Йоши Такешита
Йоши Такешита (на японски: 竹下佳江, Takeshita Yoshie) е японска волейболистка. Прякорът ѝ е Най-малкият и най-силен сетър в света (世界 最小 最強 セッター Sekai saisho saikyo setter).
Участва в Летните олимпийски игри от 2004 г. Капитан е на японския женски национален волейболен отбор по време на шампионата през 2006 г. Тогава взема и награда за най-важен играч.

## Физически данни
- Височина: 159 см
- Тегло: 55 кг